# Вотрин, Минни
Минни Вотрин (англ. Minnie Vautrin), полное имя Вильгельмина Вотрин (англ. Wilhelmina Vautrin; 1886—1941) — американская женщина-миссионер, известная тем, что во время нанкинской резни помогала китайским женщинам и детям.

## Биография
Родилась в Иллинойсе, США, в семье Полин Лохр и Эдмонда Луиса Вотрина. Отец был французским иммигрантом (Эдмон Луи Вотран), который прибыл в Штаты в 1883 году, чтобы стать кузнецом. Минни была второй из трёх детей, у неё был старший брат, который умер в младенчестве. Когда Минни было шесть лет, Полин умерла по не зафиксированным причинам, после чего девочка побывала в нескольких приёмных семьях, и лишь спустя три года суд разрешил ей вернуться к отцу. На плечи Минни легла почти вся работа по дому, но в то же время она великолепно училась в школе. Поступив в старшую школу, Минни одновременно работала неполный рабочий день сразу на нескольких работах, чтобы оплатить учёбу, а также была волонтёром в местных церквях. 
В 1903 году она поступила в Университет штата Иллинойс, который с отличием окончила в 1907 году, хотя из-за финансового положения ей несколько раз приходилось откладывать учёбу. Она заняла самое первое место среди всех 93 студентов её курса и на выпускной церемонии произносила прощальную речь. Затем она какое-то время преподавала математику в старшей школе Ле-Рой, после чего поступила в Иллинойсский университет в Урбане-Шампейне, где была президентом Студенческого волонтерского движения для Иностранных Миссий, и который окончила в 1912 году с высшими оценками. Пастор университета тогда порекомендовал Вотрин рекрутерам иностранного христианского миссионерского общества, которые попросили её заменить учителя в Китае. Писательница Айрис Чан в своей книге про нанкинскую резню отмечала, что в юности Вотрин была очень популярна, хороша особой, у неё было множество кавалеров и никто предположить не мог, что она предпочтёт замужеству миссионерство. 
С 1912 года работала в Китае, занимаясь миссионерской и преподавательской деятельностью. Её жизнь оказалась связана с Цзиньлинским университетом, будучи преподавателем которого, она стала свидетельницей Нанкинской резни в 1937—1938 годах. Перед тем, как японцы вошли в город, узнавшая о начале войны Минни успела вернуться в Нанкин из Токио, где тогда находилась проездом в США, и подготовить людей и здания к чрезвычайной ситуации. Она отказалась уехать из Нанкина и во время эвакуации граждан США, которую американское посольство организовало после авианалёта на город в апреле. Во время событий резни в декабре 1937 — феврале 1938 и позже предпринимала усилия, чтобы спасти женщин и детей, укрывшихся в колледже, от убийств и изнасилований, массово совершавшихся в Нанкине японскими солдатами. Весной 1940 года она вернулась в США из Китая на фоне депрессии, вероятно, обусловленной стрессом, пережитым во время резни, и беспокойством за судьбу университета. Предприняла попытку самоубийства путём передозировки снотворного, погибла в результате второй попытки (отравилась газом).